# Ганна Міллс
Ганна Міллс  (англ. Hannah Mills, 29 лютого 1988) — британська яхтсменка, олімпійська медалістка.

## Виступи на Олімпіадах
| Олімпіада   | Дисципліна | Місце  |
| ----------- | ---------- | ------ |
| Лондон 2012 | Клас 470   | Срібло |
| Ріо 2016    | Клас 470   | Золото |
| Токіо 2020  | Клас 470   | Золото |